# Miguel Herrera
Miguel Ernesto Herrera Aguirre (Hidalgo, 18 maart 1968) is een Mexicaans voetbaltrainer en voormalig profvoetballer.

## Spelerscarrière
Als speler was Herrera vooral bekend geworden bij CF Atlante, waar hij gedurende vier periodes onder contract had gestaan. Daarnaast speelde hij ook voor Santos Laguna, Querétaro en Toros Neza. In 1993 en 1994 was hij tevens actief als international van het Mexicaans voetbalelftal , waarmee hij tweede werd op de Copa América 1993.

## Trainerscarrière
Na zijn loopbaan als speler werd Herrera, niet geheel verrassend, trainer bij CF Atlante. Aldaar stapte hij na twee jaar op, waarna hij vertrok naar CF Monterrey, waar hij na drie seizoenen op straat gezet werd vanwege tegenvallende resultaten. Via CD Veracruz en Estudiantes Tecos keerde de trainer in 2010 terug bij CF Atlante. Op 16 november 2011 tekende hij voor zes maanden bij Club América. Op 14 mei van het jaar erna werd hij officieel aangesteld als trainer van de club. Na in 2013 het landskampioenschap behaald te hebben met América, werd hij op 13 oktober 2013 aangesteld als nieuwe bondscoach van Mexico. In zijn eerste maanden versloegen de Mexicanen Nieuw-Zeeland en kwalificeerden zij zich voor het WK 2014. Mexico werd tijdens dit WK tweede in groep A en sneuvelde vervolgens door in de achtste finale met 1–2 te verliezen van Nederland. In 2015 nam Herrera met het Mexicaans elftal deel aan zowel de Copa América (op uitnodiging van de Zuid-Amerikaanse confederatie) als de CONCACAF Gold Cup. Voor de selectie voor de Copa América putte hij voornamelijk uit het aanbod van spelers uit de Mexicaanse competitie en liet hij de meeste in Europa spelende voetballers links liggen, om hen zo rust te geven voor de Gold Cup. Op het Zuid-Amerikaanse toernooi werd Mexico in juni 2015 in de groepsfase uitgeschakeld na tweemaal een gelijkspel en een nederlaag. In het laatste groepsduel tegen Ecuador stuurde de Venezolaanse scheidsrechter José Argote Miguel Herrera in de tweede helft weg, nadat hij herhaaldelijk bleef bekvechten met de arbitrage. Drie weken na de wedstrijd tegen Ecuador volgde het eerste groepsduel op de Gold Cup, die eindigde in een 6–0 overwinning op Cuba. Onder Herrera ontpopte Andrés Guardado zich tot beste speler van het toernooi – die titel kreeg hij na afloop van het toernooi. Guardado maakte zes doelpunten, waarvan drie beslissend waren in de kwart- en halve finale. Mexico won de finale op 26 juli 2015 met 1–3 van het Jamaicaans voetbalelftal. Het was Herrera's grootste prijs in zijn trainerscarrière, nadat hij begin 2013 met Club América de Apertura in de Liga MX won.
Op 28 juli 2015 werd Herrera ontslagen als bondscoach van Mexico, nadat hij na afloop van het toernooi een tv-verslaggever een klap had gegeven op het vliegveld van Philadelphia. Hij stond in totaal bij zesendertig interlands aan de zijde van het veld.
| Interlands Mexico onder leiding van Miguel Herrera | Interlands Mexico onder leiding van Miguel Herrera | Interlands Mexico onder leiding van Miguel Herrera | Interlands Mexico onder leiding van Miguel Herrera | Interlands Mexico onder leiding van Miguel Herrera |
| №                                                  | Datum                                              | Wedstrijd                                          | Uitslag                                            | Competitie                                         |
| -------------------------------------------------- | -------------------------------------------------- | -------------------------------------------------- | -------------------------------------------------- | -------------------------------------------------- |
| 1                                                  | 31 oktober 2013                                    | Mexico – Finland                                   | 4 – 2                                              | Oefeninterland                                     |
| 2                                                  | 13 november 2013                                   | Mexico – Nieuw-Zeeland                             | 5 – 1                                              | WK-kwalificatie                                    |
| 3                                                  | 19 november 2013                                   | Nieuw-Zeeland – Mexico                             | 2 – 4                                              | WK-kwalificatie                                    |
| 4                                                  | 29 januari 2014                                    | Mexico – Zuid-Korea                                | 4 – 0                                              | Oefeninterland                                     |
| 5                                                  | 5 maart 2014                                       | Mexico – Nigeria                                   | 0 – 0                                              | Oefeninterland                                     |
| 6                                                  | 2 april 2014                                       | Verenigde Staten – Mexico                          | 2 – 2                                              | Oefeninterland                                     |
| 7                                                  | 28 mei 2014                                        | Mexico – Israël                                    | 3 – 0                                              | Oefeninterland                                     |
| 8                                                  | 31 mei 2014                                        | Mexico – Ecuador                                   | 3 – 1                                              | Oefeninterland                                     |
| 9                                                  | 3 juni 2014                                        | Mexico – Bosnië en Herz.                           | 0 – 1                                              | Oefeninterland                                     |
| 10                                                 | 6 juni 2014                                        | Mexico – Portugal                                  | 0 – 1                                              | Oefeninterland                                     |
| 11                                                 | 13 juni 2014                                       | Mexico – Kameroen                                  | 1 – 0                                              | WK 2014                                            |
| 12                                                 | 17 juni 2014                                       | Brazilië – Mexico                                  | 0 – 0                                              | WK 2014                                            |
| 13                                                 | 23 juni 2014                                       | Kroatië – Mexico                                   | 1 – 3                                              | WK 2014                                            |
| 14                                                 | 29 juni 2014                                       | Nederland – Mexico                                 | 2 – 1                                              | WK 2014                                            |
| 15                                                 | 6 september 2014                                   | Chili – Mexico                                     | 0 – 0                                              | Oefeninterland                                     |
| 16                                                 | 9 september 2014                                   | Bolivia – Mexico                                   | 0 – 1                                              | Oefeninterland                                     |
| 17                                                 | 9 oktober 2014                                     | Mexico – Honduras                                  | 2 – 0                                              | Oefeninterland                                     |
| 18                                                 | 12 oktober 2014                                    | Mexico – Panama                                    | 1 – 0                                              | Oefeninterland                                     |
| 19                                                 | 12 november 2014                                   | Nederland – Mexico                                 | 2 – 3                                              | Oefeninterland                                     |
| 20                                                 | 18 november 2014                                   | Wit-Rusland – Mexico                               | 3 – 2                                              | Oefeninterland                                     |
| 21                                                 | 28 maart 2015                                      | Mexico – Ecuador                                   | 1 – 0                                              | Oefeninterland                                     |
| 22                                                 | 31 maart 2015                                      | Mexico – Paraguay                                  | 1 – 0                                              | Oefeninterland                                     |
| 23                                                 | 15 april 2015                                      | Verenigde Staten – Mexico                          | 2 – 0                                              | Oefeninterland                                     |
| 24                                                 | 3 juni 2015                                        | Peru – Mexico                                      | 1 – 1                                              | Oefeninterland                                     |
| 25                                                 | 7 juni 2015                                        | Brazilië – Mexico                                  | 2 – 0                                              | Oefeninterland                                     |
| 26                                                 | 12 juni 2015                                       | Mexico – Bolivia                                   | 0 – 0                                              | Copa América                                       |
| 27                                                 | 15 juni 2015                                       | Chili – Mexico                                     | 3 – 3                                              | Copa América                                       |
| 28                                                 | 19 juni 2015                                       | Mexico – Ecuador                                   | 1 – 2                                              | Copa América                                       |
| 29                                                 | 27 juni 2015                                       | Mexico – Costa Rica                                | 2 – 2                                              | Oefeninterland                                     |
| 30                                                 | 1 juli 2015                                        | Mexico – Honduras                                  | 0 – 0                                              | Oefeninterland                                     |
| 31                                                 | 9 juli 2015                                        | Mexico – Cuba                                      | 6 – 0                                              | CONCACAF Gold Cup                                  |
| 32                                                 | 12 juli 2015                                       | Guatemala – Mexico                                 | 0 – 0                                              | CONCACAF Gold Cup                                  |
| 33                                                 | 15 juli 2015                                       | Mexico – Trinidad en Tobago                        | 4 – 4                                              | CONCACAF Gold Cup                                  |
| 34                                                 | 19 juli 2015                                       | Mexico – Costa Rica                                | 1 – 0                                              | CONCACAF Gold Cup                                  |
| 35                                                 | 22 juli 2015                                       | Panama – Mexico                                    | 1 – 2                                              | CONCACAF Gold Cup                                  |
| 36                                                 | 26 juli 2015                                       | Jamaica – Mexico                                   | 1 – 3                                              | CONCACAF Gold Cup                                  |

## Erelijst
Als speler
 CF Atlante
- Primera División: 1992/93

Als trainer
 Club América
- Liga MX: Clausura 2013, Apertura 2018
- Copa MX: Clausura 2019
- Campeón de Campeones: 2019

 Mexico
- CONCACAF Gold Cup: 2015

Individueel als trainer
- Primera División Trainer van het Toernooi: Apertura 2002

2 Fuentes ·
3 J. Sánchez ·
4 Cáceres ·
5 Aquino ·
7 Suárez ·
8 Escoboza ·
9 Martínez ·
13 Ochoa  ·
14 Benedetti ·
16 Medina ·
17 Córdova ·
18 Valdez ·
19 Aguilera ·
20 R. Sánchez ·
21 Martín ·
22 Fidalgo ·
23 López ·
24 Viñas ·
25 Silva ·
27 Jimenez ·
28 Lainez ·
29 Goransch ·
30 Castillo ·
31 Sánchez ·
32 Colula ·
Naveda ·
Madrigal ·
Reyes ·
Layún ·
Coach: Solari